# Robstown (Teksas)
Robs je grad u američkoj saveznoj državi Teksas. Prema popisu stanovništva iz 2010. u njemu je živjelo 11.487 stanovnika.